# Vlaams Parlement (samenstelling 2014-2019)

Vlaamse verkiezingen

De samenstelling van het Vlaams Parlement voor de legislatuurperiode 2014-2019 is als volgt.
Deze volgde uit de Vlaamse verkiezingen 2014 van 25 mei 2014.
De installatievergadering van het Vlaams parlement vond plaats op dinsdag 17 juni 2014. Deze werd voorgezeten door het langstzetelende parlementslid, in casu Herman De Croo (Open Vld). Hij werd bijgestaan door de jongst verkozen parlementsleden, in casu Tine Soens (sp.a) en Francesco Vanderjeugd (Open Vld). De laatste plenaire vergadering vindt plaats op woensdag 22 mei 2019.
De regering tijdens deze legislatuur is de regering-Bourgeois, die gesteund wordt door een meerderheid van N-VA, CD&V en Open Vld. De oppositiepartijen zijn dus sp.a, Groen, Vlaams Belang en Union des Francophones.

## Samenstelling
| Begin legislatuur (2014) | Begin legislatuur (2014) | Begin legislatuur (2014) | Einde legislatuur (2019) | Einde legislatuur (2019) | Einde legislatuur (2019) |
| Fractie                  | Fractie                  | Zetels                   | Fractie                  | Fractie                  | Zetels                   |
| ------------------------ | ------------------------ | ------------------------ | ------------------------ | ------------------------ | ------------------------ |
|                          | N-VA                     | 43                       |                          | N-VA                     | 41                       |
|                          | CD&V                     | 27                       |                          | CD&V                     | 27                       |
|                          | Open Vld                 | 19                       |                          | Open Vld                 | 19                       |
|                          | sp.a                     | 18                       |                          | sp.a                     | 18                       |
|                          | Groen                    | 10                       |                          | Groen                    | 9                        |
|                          | Vlaams Belang            | 6                        |                          | Vlaams Belang            | 6                        |
|                          | UF                       | 1                        |                          | Onafhankelijk            | 3                        |
|                          |                          |                          |                          | UF                       | 1                        |

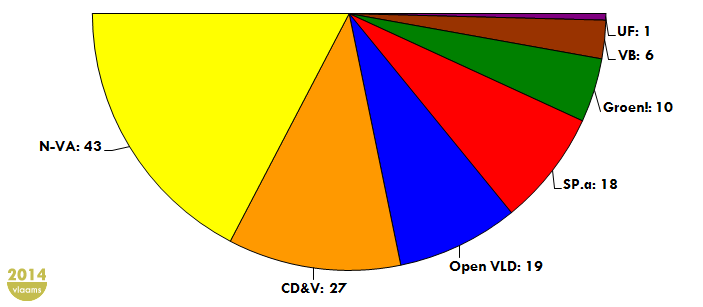
Inaugurale zetelverdeling van het Vlaams Parlement in 2014

Wijzigingen in fractiesamenstelling:
- In 2016 stapt Hermes Sanctorum uit de Groen-fractie. Hij zetelt vanaf dan als onafhankelijke.
- In 2017 verlaat Ann Soete de N-VA-fractie. Ze zetelt voortaan als onafhankelijke.
- In 2019 verlaat Grete Remen de N-VA-fractie. Ze zetelt voortaan als onafhankelijke.

## Zetelverdeling volgens kieskring
De zetelverdeling naar provinciale herkomst is als volgt.
|               | Ant. | O-Vl. | Vl-B. | W-Vl. | Lim. | Bru. | Totaal |
| ------------- | ---- | ----- | ----- | ----- | ---- | ---- | ------ |
| N-VA          | 14   | 9     | 7     | 7     | 5    | 1    | 43     |
| CD&V          | 7    | 5     | 4     | 6     | 4    | 1    | 27     |
| Open Vld      | 3    | 5     | 4     | 3     | 2    | 2    | 19     |
| sp.a          | 4    | 4     | 2     | 4     | 3    | 1    | 18     |
| Groen         | 3    | 2     | 2     | 1     | 1    | 1    | 10     |
| Vlaams Belang | 2    | 2     | 0     | 1     | 1    | 0    | 6      |
| UF            | –    | –     | 1     | –     | –    | –    | 1      |
| Totaal        | 33   | 27    | 20    | 22    | 16   | 6    | 124    |

## Personele bezetting
Op dinsdag 17 juni 2014 traden de 124 direct verkozen leden van het Vlaams Parlement in functie. Van de oorspronkelijke verkozenen waren 69 mannen en 55 vrouwen. Qua leeftijd vielen acht verkozenen in de groep 18-30, 36 in de groep 31-40, 50 in de groep 41-50, 24 in de groep 51-60 en zes verkozenen waren ouder dan 60 jaar.

## Lijst van volksvertegenwoordigers
| Volksvertegenwoordiger    | Fractie       | Kieskring         | Opmerkingen |
| ------------------------- | ------------- | ----------------- | --- |
| Vera Celis                | N-VA          | Antwerpen         | vervangt vanaf 25 juli 2014 Liesbeth Homans, die minister in de Vlaamse Regering wordt. |
| Jan Peumans               | N-VA          | Limburg           | Parlementsvoorzitter. |
| Bert Maertens             | N-VA          | West-Vlaanderen   | vervangt vanaf 25 juli 2014 Geert Bourgeois, die minister in de nieuwe Vlaamse Regering wordt |
| Peter Persyn              | N-VA          | Vlaams-Brabant    | vervangt vanaf 25 juli 2014 Ben Weyts, die minister in de nieuwe Vlaamse Regering wordt |
| Matthias Diependaele      | N-VA          | Oost-Vlaanderen   | Voorzitter van de N-VA-fractie. |
| Karl Vanlouwe             | N-VA          | Brussel-Hoofdstad | |
| Ann Soete                 | N-VA          | West-Vlaanderen   | zetelt vanaf 25 september 2017 als onafhankelijke |
| Lies Jans                 | N-VA          | Limburg           | Voorzitter van de commissie Mobiliteit en Openbare Werken. |
| Elke Sleurs               | N-VA          | Oost-Vlaanderen   | was van 15 oktober 2014 tot 24 februari 2017 staatssecretaris in de Federale Regering en werd vervangen door Caroline Croo |
| Nadia Sminate             | N-VA          | Vlaams-Brabant    | Secretaris. |
| Kris Van Dijck            | N-VA          | Antwerpen         | Secretaris vanaf 25 juli 2014. |
| Andries Gryffroy          | N-VA          | Oost-Vlaanderen   | |
| Piet De Bruyn             | N-VA          | Vlaams-Brabant    | |
| Grete Remen               | N-VA          | Limburg           | Zetelt vanaf 13 maart 2019 als onafhankelijke. |
| Annick De Ridder          | N-VA          | Antwerpen         | Secretaris tot 25 juli 2014. |
| Wilfried Vandaele         | N-VA          | West-Vlaanderen   | Ondervoorzitter. |
| Lorin Parys               | N-VA          | Vlaams-Brabant    | Voorzitter van de commissie Wonen, Armoedebeleid en Gelijke Kansen. |
| Axel Ronse                | N-VA          | West-Vlaanderen   | Voorzitter van de commissie Economie, Werk, Sociale Economie, Innovatie en Wetenschapsbeleid tot 25 september 2016. |
| Marc Hendrickx            | N-VA          | Antwerpen         | |
| Marius Meremans           | N-VA          | Oost-Vlaanderen   | |
| Jos Lantmeeters           | N-VA          | Limburg           | Vanaf 26 september 2016 voorzitter van de commissie Economie, Werk, Sociale Economie, Innovatie en Wetenschapsbeleid. |
| Jelle Engelbosch          | N-VA          | Limburg           | |
| Lieve Maes                | N-VA          | Vlaams-Brabant    | |
| Cathy Coudyser            | N-VA          | West-Vlaanderen   | |
| Paul Van Miert            | N-VA          | Antwerpen         | Vanaf 26 september 2016 voorzitter van de commissie Algemeen Beleid, Financiën en Begroting. |
| Karim Van Overmeire       | N-VA          | Oost-Vlaanderen   | |
| Björn Anseeuw             | N-VA          | West-Vlaanderen   | |
| Elke Wouters              | N-VA          | Vlaams-Brabant    | Vervangt vanaf 5 december 2018 Bart Nevens, die gedeputeerde van de provincie Vlaams-Brabant wordt. |
| Ingeborg De Meulemeester  | N-VA          | Oost-Vlaanderen   | |
| Manuela Van Werde         | N-VA          | Antwerpen         | |
| Danielle Godderis-T'Jonck | N-VA          | West-Vlaanderen   | |
| Sabine Vermeulen          | N-VA          | Oost-Vlaanderen   | |
| Willy Segers              | N-VA          | Vlaams-Brabant    | |
| Herman Wynants            | N-VA          | Antwerpen         | |
| Miranda Van Eetvelde      | N-VA          | Oost-Vlaanderen   | |
| Kathleen Krekels          | N-VA          | Antwerpen         | |
| Koen Daniëls              | N-VA          | Oost-Vlaanderen   | vervangt vanaf 17 juni 2014 Lieven Dehandschutter, die verkiest om het burgemeesterschap van Sint-Niklaas niet te combineren met het mandaat van Vlaams Parlementslid. |
| Paul Cordy                | N-VA          | Antwerpen         | vervangt sinds 26 september 2016 Jan Hofkens, die zijn mandaat niet langer kon combineren met zijn job als advocaat en zelf vanaf 25 juli 2014 Philippe Muyters, die minister in de Vlaamse Regering is, verving. Jan Hofkens was tot 25 september 2016 voorzitter van de commissie Algemeen Beleid, Financiën en Begroting. |
| Peter Wouters             | N-VA          | Antwerpen         | |
| Ludo Van Campenhout       | N-VA          | Antwerpen         | |
| Sofie Joosen              | N-VA          | Antwerpen         | |
| Jan Van Esbroeck          | N-VA          | Antwerpen         | |
| Tine van der Vloet        | N-VA          | Antwerpen         | |
| An Christiaens            | CD&V          | Limburg           | vervangt vanaf 25 juli 2014 Jo Vandeurzen, die minister in de Vlaamse Regering wordt |
| Jan Durnez                | CD&V          | West-Vlaanderen   | vervangt vanaf 25 juli 2014 Hilde Crevits, die minister in de Vlaamse Regering wordt. Durnez is vanaf 3 september 2018 voorzitter van de commissie Onderwijs. |
| Peter Van Rompuy          | CD&V          | Vlaams-Brabant    | Ondervoorzitter van 22 september 2014 tot 6 februari 2019 en voorzitter van de CD&V-fractie vanaf 6 februari 2019. |
| Joke Schauvliege          | CD&V          | Oost-Vlaanderen   | werd van 25 juli 2014 tot 5 februari 2019 als minister in de Vlaamse Regering vervangen door Jenne De Potter. Schauvliege is ondervoorzitter vanaf 6 februari 2019. |
| Katrien Schryvers         | CD&V          | Antwerpen         | vervangt vanaf 15 oktober 2014 Kris Peeters, die minister in de Federale Regering wordt |
| Joris Poschet             | CD&V          | Brussel-Hoofdstad | vervangt vanaf 25 juli 2014 Bianca Debaets, die staatssecretaris in de Brusselse Hoofdstedelijke Regering wordt |
| Bart Dochy                | CD&V          | West-Vlaanderen   | |
| Jos De Meyer              | CD&V          | Oost-Vlaanderen   | Ondervoorzitter tot 22 september 2014 en voorzitter van de commissie Landbouw, Visserij en Plattelandsbeleid. |
| Lode Ceyssens             | CD&V          | Limburg           | |
| Karin Brouwers            | CD&V          | Vlaams-Brabant    | |
| Tinne Rombouts            | CD&V          | Antwerpen         | Voorzitter van de commissie Leefmilieu, Natuur, Ruimtelijke Ordening, Energie en Dierenwelzijn. |
| Sonja Claes               | CD&V          | Limburg           | Secretaris vanaf 22 september 2014. |
| Michel Doomst             | CD&V          | Vlaams-Brabant    | |
| Martine Fournier          | CD&V          | West-Vlaanderen   | |
| Maurice Helsen            | CD&V          | Antwerpen         | vervangt vanaf 6 februari 2019 Koen Van den Heuvel, die minister in de Vlaamse Regering wordt. Van den Heuvel was voorzitter van de CD&V-fractie tot 5 februari 2019. |
| Cindy Franssen            | CD&V          | Oost-Vlaanderen   | |
| Katrien Partyka           | CD&V          | Vlaams-Brabant    | |
| Johan Verstreken          | CD&V          | West-Vlaanderen   | |
| Vera Jans                 | CD&V          | Limburg           | |
| Jamila Hamddan Lachkar    | CD&V          | Antwerpen         | Vervangt vanaf 5 december 2018 Kathleen Helsen, die gedeputeerde van de provincie Antwerpen wordt. Helsen was secretaris tot 22 september 2014 en tot 2 december 2018 voorzitter van de commissie Onderwijs. |
| Robrecht Bothuyne         | CD&V          | Oost-Vlaanderen   | |
| Valerie Taeldeman         | CD&V          | Oost-Vlaanderen   | |
| Griet Coppé               | CD&V          | West-Vlaanderen   | |
| Orry Van de Wauwer        | CD&V          | Antwerpen         | vervangt vanaf 5 juli 2017 Caroline Bastiaens, die voltijds schepen van Antwerpen wordt. |
| Ward Kennes               | CD&V          | Antwerpen         | |
| Sabine De Bethune         | CD&V          | West-Vlaanderen   | |
| Dirk de Kort              | CD&V          | Antwerpen         | |
| Bart Tommelein            | Open Vld      | West-Vlaanderen   | Werd van 15 oktober 2014 tot 1 mei 2016 als staatssecretaris in de federale regering en van 4 mei 2016 tot 31 december 2018 als minister in de Vlaamse Regering vervangen door Emmily Talpe. Tommelein was tot 10 oktober 2014 voorzitter van de Open Vld-fractie.                                                           |
| Franc Bogovic             | Open Vld      | Brussel-Hoofdstad | vervangt vanaf 24 september 2018 Ann Brusseel, die directrice van de Erasmushogeschool Brussel wordt. |
| Bart Somers               | Open Vld      | Antwerpen         | Ondervoorzitter van 25 juli tot 14 oktober 2014 en voorzitter van de Open Vld-fractie vanaf 14 oktober 2014. |
| Marino Keulen             | Open Vld      | Limburg           | Tot 14 oktober 2014 voorzitter van de commissie Bestuurszaken, Binnenlands Bestuur, Inburgering en Stedenbeleid en vanaf 15 oktober 2014 ondervoorzitter. |
| Sas Van Rouveroij         | Open Vld      | Oost-Vlaanderen   | vervangt vanaf 9 januari 2019 Mathias De Clercq, die burgemeester van Gent wordt. |
| Daniëlle Vanwesenbeeck    | Open Vld      | Vlaams-Brabant    | vervangt vanaf 25 januari 2017 Gwendolyn Rutten, die ontslag nam om zich als partijvoorzitter van Open Vld volledig te concentreren op de gemeenteraadsverkiezingen van 2018. |
| Lionel Bajart             | Open Vld      | Brussel-Hoofdstad | |
| Laurence Libert           | Open Vld      | Limburg           | Vervangt vanaf 9 januari 2019 Lydia Peeters, die minister in de Vlaamse Regering wordt. |
| Martine Taelman           | Open Vld      | Antwerpen         | |
| Mercedes Van Volcem       | Open Vld      | West-Vlaanderen   | Vanaf 15 oktober 2014 voorzitter van de commissie Bestuurszaken, Binnenlands Bestuur, Inburgering en Stedenbeleid. |
| Rik Daems                 | Open Vld      | Vlaams-Brabant    | Voorzitter van de commissie Buitenlands Beleid, Europese Aangelegenheden, Internationale Samenwerking, Toerisme en Onroerend Erfgoed |
| Freya Saeys               | Open Vld      | Oost-Vlaanderen   | |
| Jean-Jacques De Gucht     | Open Vld      | Oost-Vlaanderen   | |
| Willem-Frederik Schiltz   | Open Vld      | Antwerpen         | |
| Jo De Ro                  | Open Vld      | Vlaams-Brabant    | |
| Francesco Vanderjeugd     | Open Vld      | West-Vlaanderen   | |
| Marnic De Meulemeester    | Open Vld      | Oost-Vlaanderen   | |
| Gwenny De Vroe            | Open Vld      | Vlaams-Brabant    | |
| Herman De Croo            | Open Vld      | Oost-Vlaanderen   | Ondervoorzitter tot 25 juli 2014. |
| Yamila Idrissi            | sp.a          | Brussel-Hoofdstad | |
| Bruno Tobback             | sp.a          | Vlaams-Brabant    | |
| Freya Van den Bossche     | sp.a          | Oost-Vlaanderen   | |
| Caroline Gennez           | sp.a          | Antwerpen         | Ondervoorzitter vanaf 22 september 2014. |
| Bert Moyaers              | sp.a          | Limburg           | vervangt vanaf 2 maart 2016 Ingrid Lieten, die uit de politiek stapt. Moyaers is vanaf 3 oktober 2018 voorzitter van de commissie Welzijn, Volksgezondheid en Gezin. |
| Kurt De Loor              | sp.a          | Oost-Vlaanderen   | |
| Rob Beenders              | sp.a          | Limburg           | |
| Jan Bertels               | sp.a          | Antwerpen         | |
| Michèle Hostekint         | sp.a          | West-Vlaanderen   | |
| Katia Segers              | sp.a          | Vlaams-Brabant    | Voorzitter van de commissie Brussel en Vlaamse Rand. |
| Bart Van Malderen         | sp.a          | Oost-Vlaanderen   | Voorzitter van de sp.a-fractie tot 21 september 2014 en tot 2 oktober 2018 voorzitter van de commissie Welzijn, Volksgezondheid en Gezin. |
| Renaat Landuyt            | sp.a          | West-Vlaanderen   | Ondervoorzitter tot 22 september 2014. |
| Els Robeyns               | sp.a          | Limburg           | |
| Yasmine Kherbache         | sp.a          | Antwerpen         | |
| Tine Soens                | sp.a          | West-Vlaanderen   | |
| Güler Turan               | sp.a          | Antwerpen         | |
| Steve Vandenberghe        | sp.a          | West-Vlaanderen   | vervangt vanaf 24 juni 2015 John Crombez, die partijvoorzitter wordt van sp.a. Eerder verving hij van 25 juni tot 22 september 2014 ook John Crombez toen die ontslagnemend staatssecretaris in de federale regering was. John Crombez was voorzitter van de sp.a-fractie van 22 september 2014 tot 16 juni 2015.            |
| Joris Vandenbroucke       | sp.a          | Oost-Vlaanderen   | vervangt vanaf 17 juni 2014 Daniël Termont, die verkiest om het burgemeesterschap van Gent niet te combineren met het mandaat van Vlaams Parlementslid. Vandenbroucke is vanaf 17 juni 2015 voorzitter van de sp.a-fractie.                                                                                                  |
| Imade Annouri             | Groen         | Antwerpen         | |
| Bart Caron                | Groen         | West-Vlaanderen   | Voorzitter van de commissie Cultuur, Jeugd, Sport en Media. |
| Johan Danen               | Groen         | Limburg           | |
| Elisabeth Meuleman        | Groen         | Oost-Vlaanderen   | |
| An Moerenhout             | Groen         | Vlaams-Brabant    | |
| Ingrid Pira               | Groen         | Antwerpen         | |
| Björn Rzoska              | Groen         | Oost-Vlaanderen   | Vanaf 25 juni 2014 voorzitter van de Groen-fractie. |
| Hermes Sanctorum          | Groen         | Vlaams-Brabant    | zetelt vanaf 26 september 2016 als onafhankelijke. |
| Wouter Van Besien         | Groen         | Antwerpen         | |
| Elke Van den Brandt       | Groen         | Brussel-Hoofdstad | |
| Ortwin Depoortere         | Vlaams Belang | Oost-Vlaanderen   | vervangt vanaf 28 september 2015 Barbara Bonte, die ontslag neemt om persoonlijke redenen |
| Guy D'Haeseleer           | Vlaams Belang | Oost-Vlaanderen   | |
| Chris Janssens            | Vlaams Belang | Limburg           | Voorzitter van de Vlaams Belang-fractie vanaf 25 juni 2014. |
| Stefaan Sintobin          | Vlaams Belang | West-Vlaanderen   | |
| Anke Van dermeersch       | Vlaams Belang | Antwerpen         | |
| Tom Van Grieken           | Vlaams Belang | Antwerpen         | |
| Christian Van Eyken       | UF            | Vlaams-Brabant    | |

## Bestuur
Het bestuur van het Vlaams parlement bestaat uit een voorzitter, een bureau en een uitgebreid bureau.
Het bureau bestaat uit de voorzitter, de ondervoorzitters en de secretarissen. In het uitgebreid bureau zetelen ook de fractievoorzitters.

### Voorzitters
- Jan Peumans (N-VA), voorzitter
- Joke Schauvliege (CD&V), eerste ondervoorzitter, ter vervanging van Peter Van Rompuy
- Wilfried Vandaele (N-VA), tweede ondervoorzitter
- Marino Keulen (Open Vld), derde ondervoorzitter
- Caroline Gennez (sp.a), vierde ondervoorzitter

### Secretarissen
- Nadia Sminate (N-VA)
- Sonja Claes (CD&V)
- Kris Van Dijck (N-VA)

### Fractievoorzitters
- Matthias Diependaele (N-VA)
- Peter Van Rompuy (CD&V), ter vervanging van Koen Van den Heuvel sinds februari 2019
- Bart Somers (Open Vld), ter vervanging van Bart Tommelein sinds oktober 2014
- Joris Vandenbroucke (sp.a), ter vervanging van John Crombez sinds juni 2015
- Björn Rzoska (Groen)
- Chris Janssens (Vlaams Belang)

## Commissies
De samenstelling van de commissies gebeurt op basis van politieke verhoudingen.
| Commissie                                                                                                | Voorzitter | Voorzitter                                    | Voorzitter                                  | Bevoegde minister(s) |
| --- | ---------- | --------------------------------------------- | ------------------------------------------- | --- |
| Algemeen Beleid, Financiën en Begroting                                                                  |            |                                               | Jan Hofkens (N-VA) (tot september 2016)     | Geert Bourgeois (N-VA) voor Algemeen Beleid Lydia Peeters (Open Vld) voor Financiën en Begroting                                                     |
| Algemeen Beleid, Financiën en Begroting                                                                  |            | Paul Van Miert (N-VA) (vanaf september 2016)  |                                             | Geert Bourgeois (N-VA) voor Algemeen Beleid Lydia Peeters (Open Vld) voor Financiën en Begroting                                                     |
| Bestuurszaken, Binnenlands Bestuur, Inburgering en Stedenbeleid                                          |            |                                               | Mercedes Van Volcem (Open Vld)              | Liesbeth Homans (N-VA) |
| Brussel en Vlaamse Rand                                                                                  |            |                                               | Katia Segers (sp.a)                         | Sven Gatz (Open Vld) voor Brussel Ben Weyts (N-VA) voor de Vlaamse Rand                                                                              |
| Buitenlands Beleid, Europese Aangelegenheden, Internationale Samenwerking, Toerisme en Onroerend Erfgoed |            |                                               | Rik Daems (Open Vld)                        | Geert Bourgeois (N-VA) voor Buitenlands Beleid en Onroerend Erfgoed Ben Weyts (N-VA) voor Toerisme                                                   |
| Cultuur, Jeugd, Sport en Media                                                                           |            |                                               | Bart Caron (Groen)                          | Sven Gatz (Open Vld) voor Cultuur, Jeugd en Media Philippe Muyters (N-VA) voor Sport                                                                 |
| Economie, Werk, Sociale Economie, Innovatie en Wetenschapsbeleid                                         |            |                                               | Axel Ronse (N-VA) (tot september 2016)      | Philippe Muyters (N-VA) voor Economie, Wetenschap, Innovatie en Werkgelegenheid Liesbeth Homans (N-VA) voor Sociale Economie                         |
| Economie, Werk, Sociale Economie, Innovatie en Wetenschapsbeleid                                         |            | Jos Lantmeeters (N-VA) (vanaf september 2016) |                                             | Philippe Muyters (N-VA) voor Economie, Wetenschap, Innovatie en Werkgelegenheid Liesbeth Homans (N-VA) voor Sociale Economie                         |
| Landbouw, Visserij en Plattelandsbeleid                                                                  |            |                                               | Jos De Meyer (CD&V)                         | Koen Van den Heuvel (CD&V) |
| Leefmilieu, Natuur, Ruimtelijke Ordening, Energie en Dierenwelzijn                                       |            |                                               | Tinne Rombouts (CD&V)                       | Koen Van den Heuvel (CD&V) voor Leefmilieu, Natuur en Ruimtelijke Ordening Lydia Peeters (Open Vld) voor Energie Ben Weyts (N-VA) voor Dierenwelzijn |
| Mobiliteit en Openbare Werken                                                                            |            |                                               | Lies Jans (N-VA)                            | Ben Weyts (N-VA) |
| Onderwijs                                                                                                |            |                                               | Kathleen Helsen (CD&V) (tot december 2018)  | Hilde Crevits (CD&V) |
| Onderwijs                                                                                                |            | Jan Durnez (CD&V) (vanaf december 2018)       |                                             | Hilde Crevits (CD&V) |
| Welzijn, Volksgezondheid en Gezin                                                                        |            |                                               | Bart Van Malderen (sp.a) (tot oktober 2018) | Jo Vandeurzen (CD&V) |
| Welzijn, Volksgezondheid en Gezin                                                                        |            | Bert Moyaers (sp.a) (vanaf oktober 2018)      |                                             | Jo Vandeurzen (CD&V) |
| Wonen, Armoedebeleid en Gelijke Kansen                                                                   |            |                                               | Lorin Parys (N-VA)                          | Liesbeth Homans (N-VA) |